# Svart läder
Svart läder är en låt av den svenska punkrock-gruppen Noice. Låten skrevs av basisten Peo Thyrén och återfinns som den tolfte och sista låten på albumet Bedårande barn av sin tid. Låten är en av två på albumet som Pelle Lidell var trummis istället för Robert Klasen.
Två liveversioner av låten som var inspelade 1995 och 2004 finns med på DVD filmen Officiell Bootleg Live.
"Svart läder" finns med på samlingsalbumen Flashback Number 12, Svenska popfavoriter och 17 klassiker.
När Noice återförenades 1995 spelades låten in igen på albumet Vild, vild värld.

## Musiker
- Hasse Carlsson – sång/gitarr
- Peo Thyrén – elbas
- Freddie Hansson – klaviatur
- Pelle Lidell – trummor